# Зебровый дукер
Зе́бровый ду́кер (лат. Cephalophula zebra) — небольшое млекопитающее семейства полорогих, обитающее в Западной Африке.

## Филогения и систематика
Ранее рассматривался в составе рода лесных дукеров как вид Cephalophus zebra. Поскольку лесные дукеры в широком смысле (Cephalophus s. l.) являются парафилетической группой по отношению к кустарниковому дукеру (Sylvicapra grimmia), в 2022 году Ева Берманн и соавторы перенесли ряд видов лесных дукеров в самостоятельные роды. В результате зебровый дукер оказался выделен в монотипический род Cephalophula.
Кладограмма согласно молекулярно-генетическому анализу Берманн и соавторов (2022):
|  | Cephalophorus                                                      |
|  |                                                                    |
|  | Cephalophula zebra                                                 |
|  |                                                                    |
|  | \| \| Sylvicapra grimmia \| \| \| \| \| \| Cephalophus \| \| \| \| |
|  |                                                                    |
|  | Sylvicapra grimmia                                                 |
|  |                                                                    |
|  | Cephalophus                                                        |
|  |                                                                    |

|  | Sylvicapra grimmia |
|  |                    |
|  | Cephalophus        |
|  |                    |

|  | Cephalophorus                                                      |
|  |                                                                    |
|  | Cephalophula zebra                                                 |
|  |                                                                    |
|  | \| \| Sylvicapra grimmia \| \| \| \| \| \| Cephalophus \| \| \| \| |
|  |                                                                    |
|  | Sylvicapra grimmia                                                 |
|  |                                                                    |
|  | Cephalophus                                                        |
|  |                                                                    |

|  | Sylvicapra grimmia |
|  |                    |
|  | Cephalophus        |
|  |                    |

|  | Cephalophorus                                                      |
|  |                                                                    |
|  | Cephalophula zebra                                                 |
|  |                                                                    |
|  | \| \| Sylvicapra grimmia \| \| \| \| \| \| Cephalophus \| \| \| \| |
|  |                                                                    |
|  | Sylvicapra grimmia                                                 |
|  |                                                                    |
|  | Cephalophus                                                        |
|  |                                                                    |

|  | Sylvicapra grimmia |
|  |                    |
|  | Cephalophus        |
|  |                    |

|  | Cephalophorus                                                      |
|  |                                                                    |
|  | Cephalophula zebra                                                 |
|  |                                                                    |
|  | \| \| Sylvicapra grimmia \| \| \| \| \| \| Cephalophus \| \| \| \| |
|  |                                                                    |
|  | Sylvicapra grimmia                                                 |
|  |                                                                    |
|  | Cephalophus                                                        |
|  |                                                                    |

|  | Sylvicapra grimmia |
|  |                    |
|  | Cephalophus        |
|  |                    |

Представители Cephalophus s. l. отмечены зелёным фоном.

## Описание
Зебровый дукер длиной от 70 до 90 см, высота в холке составляет от 40 до 50 см, длина хвоста от 10 до 15 см. Вес может достигать от 9 до 20 кг. Спина имеет характерный для всех дукеров изгиб, тело коренастое и мускулистое. Рога и ноги короткие. Копыта широко расставлены. Оба пола имеют рога. Шерсть светло-оранжевого окраса. На спине выделяется рисунок из 12—15 чёрных «зебровых» полос. Они проходят вертикально от спины по бокам вниз. Окрас нижней стороны, а также спины варьирует от белого до почти чёрного цвета.

## Распространение
Область распространения вида ограничена очень маленькой территорией Западной Африки. Он населяет густые тропические девственные леса Берега Слоновой Кости, Гвинеи, Либерии и Сьерра-Леоне.

## Образ жизни
Ведёт преимущественно дневной образ жизни. Это робкое и скрытное животное обитает в густом подлеске, превосходно маскируясь благодаря своей окраске тела. Его питание состоит преимущественно из листьев и продуктов полеводства. Однако, не пренебрегает и животной пищей. Так, во Франкфуртском зоопарке зебровые дукеры получали мёртвых мышей.

## Размножение
Период беременности составляет 221—229 дней. Затем на свет появляется один детёныш. При рождении его вес составляет примерно 1,8 кг, а его шерсть имеет голубоватый оттенок. Характерные полосы заметны уже у новорождённых детёнышей, они расположены очень близко друг к другу. Новорождённые прячутся от 2-х до 3-х недель на месте в густом подлеске. Уже через 30 минут после рождения они пьют молоко матери, а через 120 дней они отучаются от неё. Через 7—9 месяцев детёныши обретают окрас шерсти взрослых животных. Через 2 года самцы становятся половозрелыми.